# Alfa Romeo 184T
Chronologie des modèles (1984 - 1985)
Alfa Romeo 183T Alfa Romeo 185T
L'Alfa Romeo 184T est une monoplace de Formule 1 engagée par l'écurie italienne Alfa Romeo ayant disputé la totalité du championnat du monde de Formule 1 1984. Son évolution, la 184TB, a disputé une partie du championnat du monde de Formule 1 1985. Elle est pilotée par Eddie Cheever et Riccardo Patrese.

## Historique
Riccardo Patrese termine treizième en 1984 avec 8 points, devant Jacques Laffite et derrière Teo Fabi. Eddie Cheever termine seizième avec 3 points devant Stefan Johansson et derrière Thierry Boutsen. Alfa Romeo termine huitième du championnat constructeurs avec 11 points devant Arrows et derrière Toleman.

## Résultats en championnat du monde de Formule 1

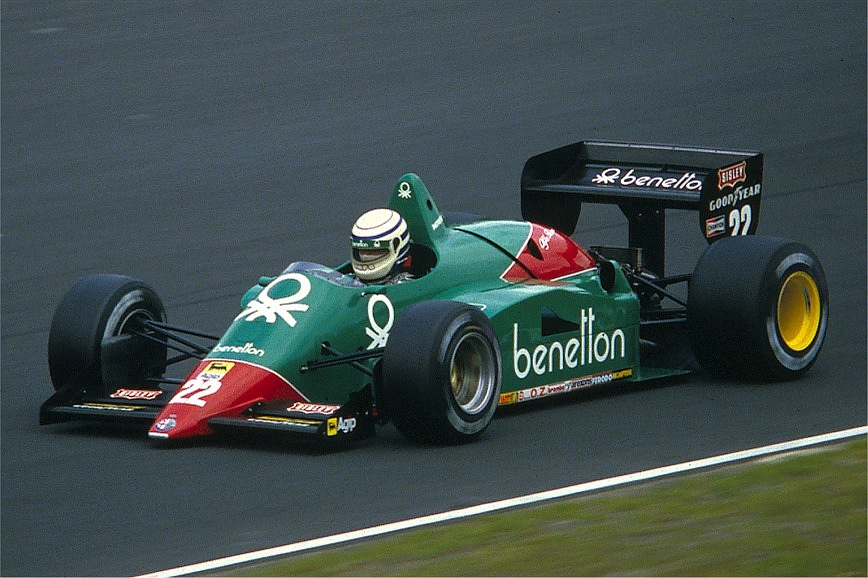
Riccardo Patrese au volant de la 184TB lors du Grand Prix automobile d'Allemagne 1985.

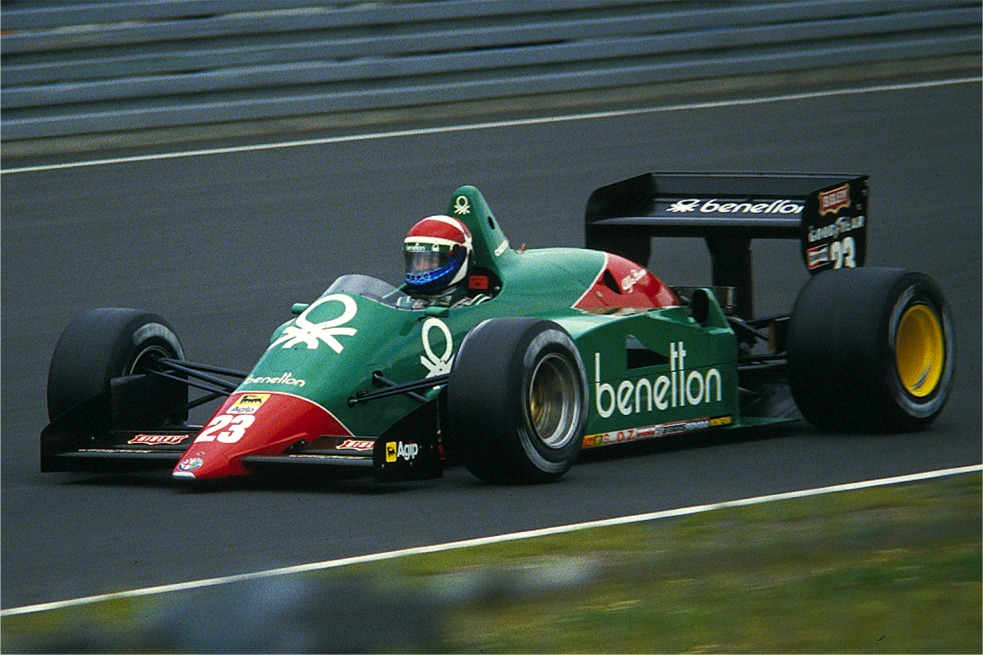
Eddie Cheever au volant de la 184TB lors du Grand Prix automobile d'Allemagne 1985.

| Saison | Écurie                   | Moteur             | Pneus    | Pilotes          | Courses | Courses | Courses | Courses | Courses | Courses | Courses | Courses | Courses | Courses | Courses | Courses | Courses | Courses | Courses | Courses | Points inscrits | Classement |
| Saison | Écurie                   | Moteur             | Pneus    | Pilotes          | 1       | 2       | 3       | 4       | 5       | 6       | 7       | 8       | 9       | 10      | 11      | 12      | 13      | 14      | 15      | 16      | Points inscrits | Classement |
| ------ | ------------------------ | ------------------ | -------- | ---------------- | ------- | ------- | ------- | ------- | ------- | ------- | ------- | ------- | ------- | ------- | ------- | ------- | ------- | ------- | ------- | ------- | --------------- | ---------- |
| 1984   | Benetton Team Alfa Romeo | Alfa Romeo 890T V8 | Goodyear |                  | BRÉ     | AFS     | BEL     | SMR     | FRA     | MON     | CAN     | DET     | DAL     | GBR     | ALL     | AUT     | P-B     | ITA     | EUR     | POR     | 11              | 8e         |
| 1984   | Benetton Team Alfa Romeo | Alfa Romeo 890T V8 | Goodyear | Riccardo Patrese | Abd     | 4e      | Abd     | Abd     | Abd     | Abd     | Abd     | Abd     | Abd     | 12e     | Abd     | 10e     | Abd     | 3e      | 6e      | 8e      | 11              | 8e         |
| 1984   | Benetton Team Alfa Romeo | Alfa Romeo 890T V8 | Goodyear | Eddie Cheever    | 4e      | Abd     | Abd     | 7e      | Abd     | Nq      | 11e     | Abd     | Abd     | Abd     | Abd     | Abd     | 13e     | 9e      | Abd     | 17e     | 11              | 8e         |
| 1985   | Benetton Team Alfa Romeo | Alfa Romeo 890T V8 | Goodyear |                  | BRÉ     | POR     | SMR     | MON     | CAN     | DET     | FRA     | GBR     | ALL     | AUT     | P-B     | ITA     | BEL     | EUR     | AFS     | AUS     | 0               | 12e        |
| 1985   | Benetton Team Alfa Romeo | Alfa Romeo 890T V8 | Goodyear | Riccardo Patrese |         |         |         |         |         |         |         |         | Abd     | Abd     | Abd     | Abd     | Abd     | 9e      | Abd     | Abd     | 0               | 12e        |
| 1985   | Benetton Team Alfa Romeo | Alfa Romeo 890T V8 | Goodyear | Eddie Cheever    |         |         |         |         |         |         |         | Abd     | Abd     | Abd     | Abd     | Abd     | Abd     | 11e     | Abd     | Abd     | 0               | 12e        |

Légende : ici 